# Christopher Deninger
Christopher Deninger (Francoforte sul Meno, 8 aprile 1958) è un matematico tedesco.
Ha fatto importanti contributi nella teoria dei numeri e nella geometria algebrica.

## Biografia
Deninger conseguì il dottorato presso l'Università di Colonia nel 1982, sotto la supervisione di Curt Meyer. Nel 1992 vinse il premio Gottfried Wilhelm Leibniz con Michael Rapoport, Peter Schneider e Thomas Zink. Nel 1998 fu relatore plenario del Congresso Internazionale dei Matematici di Berlino.
Nel 2012 è diventato memvri della American Mathematical Society.